# 栃木県立今市特別支援学校
栃木県立今市特別支援学校（とちぎけんりつ いまいちとくべつしえんがっこう）は、栃木県日光市瀬尾にある公立特別支援学校。知的障害者を教育対象とする。

## 沿革
- 1983年（昭和58年）
  - 4月1日 - 栃木県立今市養護学校開校、小学部、中学部、訪問教育学級設置。
  - 4月15日 - 第一回入学式挙行（6学級、25名）
- 1984年（昭和59年）3月14日 - 校歌制定
- 1999年（平成11年）4月1日 - 早期教育相談室「たんぽぽ」開設
- 2001年（平成13年）4月1日 - 高等部（3学級）設置
- 2008年（平成20年）4月1日 - 学校名を栃木県立今市特別支援学校に変更
- 2009年（平成21年）1月15日 - 新校歌制定

## 学部
- 小学部
- 中学部
- 高等部

## 通学圏
- 日光市、塩谷町、鹿沼市北部（高等部のみ）